# Congresbury
Congresbury – wieś w Anglii, w hrabstwie ceremonialnym Somerset, w dystrykcie (unitary authority) North Somerset. Leży 19 km na południowy zachód od miasta Bristol i 187 km na zachód od Londynu. W 2001 miejscowość liczyła 3400 mieszkańców.